# Pimelia villanovae
Pimelia villanovae es una especie de escarabajo del género Pimelia, tribu Pimeliini, familia Tenebrionidae. Fue descrita científicamente por Senac en 1887.
Se mantiene activa durante los meses de abril y mayo.

## Distribución
Se distribuye por España y Grecia.